# Репки (Гомельская область)
Репки (бел. Рэпкі) — деревня в Поболовском сельсовете Рогачёвского района Гомельской области Беларуси.

## География

### Расположение
В 26 км на юго-запад от районного центра и железнодорожной станции Рогачёв (на линии Могилёв — Жлобин), 148 км от Гомеля.

### Гидрография
На реке Добосна (приток Днепра).

## Транспортная сеть
Транспортные связи по просёлочной, затем автомобильной дороге Бобруйск — Гомель. Планировка состоит из прямолинейной меридиональной улицы, к которой на севере присоединяется короткая прямолинейная улица. Застройка двусторонняя, деревянная, усадебного типа.

## История
Обнаруженный археологами курганный могильник (62 насыпи, в 0,4 км на восток от деревни) свидетельствует о заселении этих мест с давних времён. По письменным источникам известна с XVIII века. Под 1769 год в актах Трибунала ВКЛ упоминается как поместье в Речицком повете Минского воеводства Великого княжества Литовского.
После 2-го раздела Речи Посполитой (1793 год) в составе Российской империи. В 1882 году открыта церковно-приходская школа, которая размещалась в наёмном крестьянском доме, а в 1900 году для неё построено здание. С 1880 года действовала православная церковь. В 1884 году в Луковской волости Рогачёвского уезда Могилёвской губернии. Согласно переписи 1897 года действовали школа грамоты, ветряная мельница. В 1909 году 539 десятин земли.
26 марта 1906 года житель села крестьянин Марк Иванович Овсянников был избран депутатом в первый российский парламент — в Государственную думу I созыва.
В результате пожара 13 сентября 1925 года сгорели 30 строений. В 1931 году организован колхоз. Во время Великой Отечественной войны каратели сожгли 16 дворов. В боях за деревню и окрестности погибли 28 советских солдат и партизан (похоронены в братской могиле на кладбище). 36 жителей погибли на фронте. Согласно переписи 1959 года в составе колхоза «Красная Армия» (центр — деревня Остров). Располагалась библиотека.

## Население

### Численность
- 2004 год — 55 хозяйств, 105 жителей.

### Динамика
- 1850 год — 23 двора, 178 жителей.
- 1884 год — 36 дворов, 265 жителей.
- 1897 год — 61 двор, 394 жителя (согласно переписи).
- 1909 год — 69 дворов, 428 жителей.
- 1925 год — 95 дворов.
- 1959 год — 396 жителей (согласно переписи).
- 2004 год — 55 хозяйств, 105 жителей.